# Mérope de Mégara
Mérope era la esposa del rey Megareo de Beocia, en cuyo honor recibió su nombre la ciudad de Mégara. Con él tuvo a Hipómenes, el joven que arriesgó su vida para casarse con Atalanta, una guerrera que queriendo permanecer virgen solicitó a su padre que todos los que quisieran pretenderla debían participar en una carrera con ella. Si Atalanta los alcanzaba tenía el derecho a matarlos, pero si alguien conseguía vencerla, se casaría gustosa con él. Hipómenes ganó la competición astutamente, al ir soltando en su recorrido las manzanas de oro que le había dado Afrodita y que Atalanta se entretuvo en ir cogiendo.